# Evippa banarensis
Evippa banarensis är en spindelart som beskrevs av Benoy Krishna Tikader och C.L. Malhotra 1980. Evippa banarensis ingår i släktet Evippa och familjen vargspindlar. Inga underarter finns listade i Catalogue of Life.